# St.-Viktor-Kirche (Schwerte)

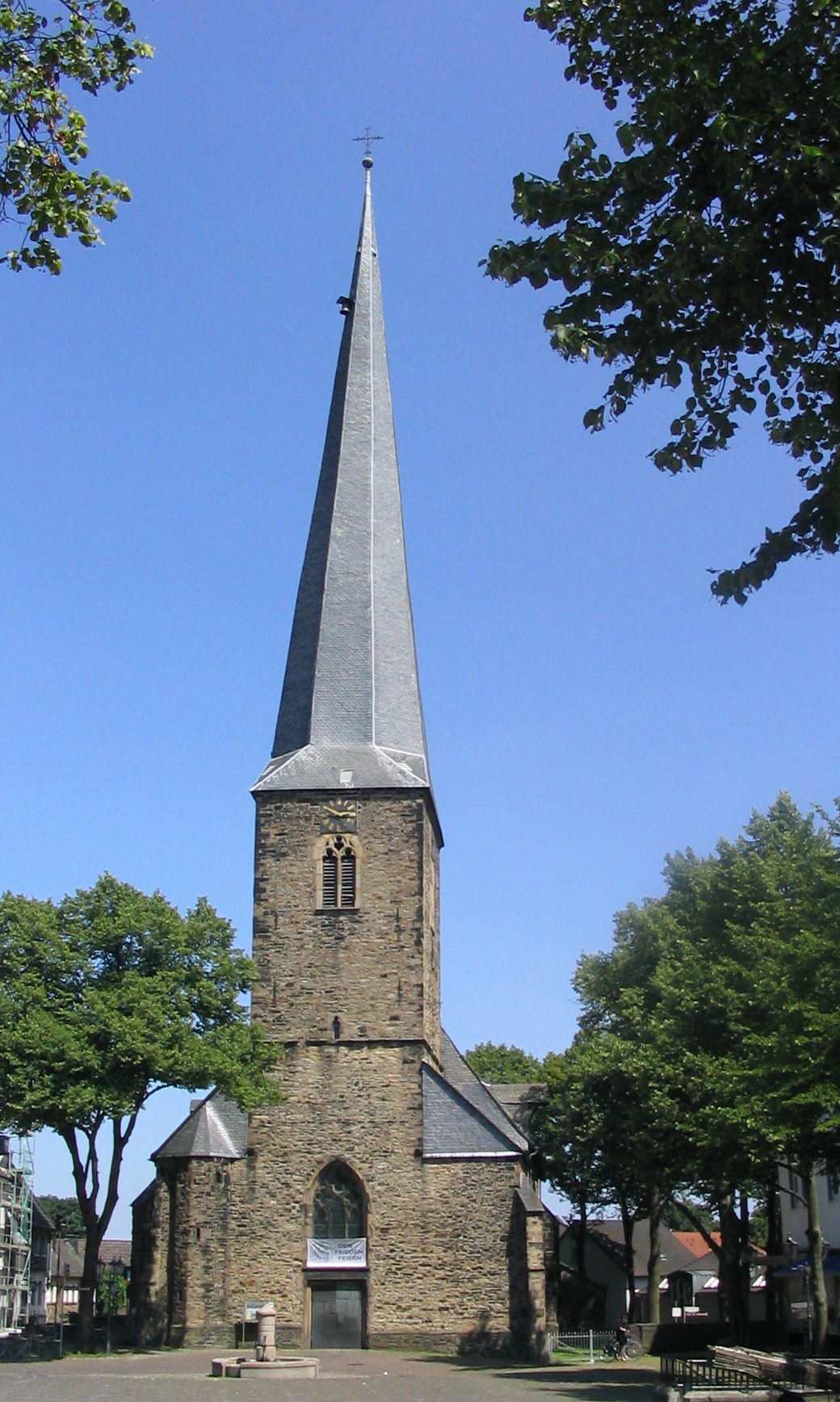
St.-Viktor-Kirche

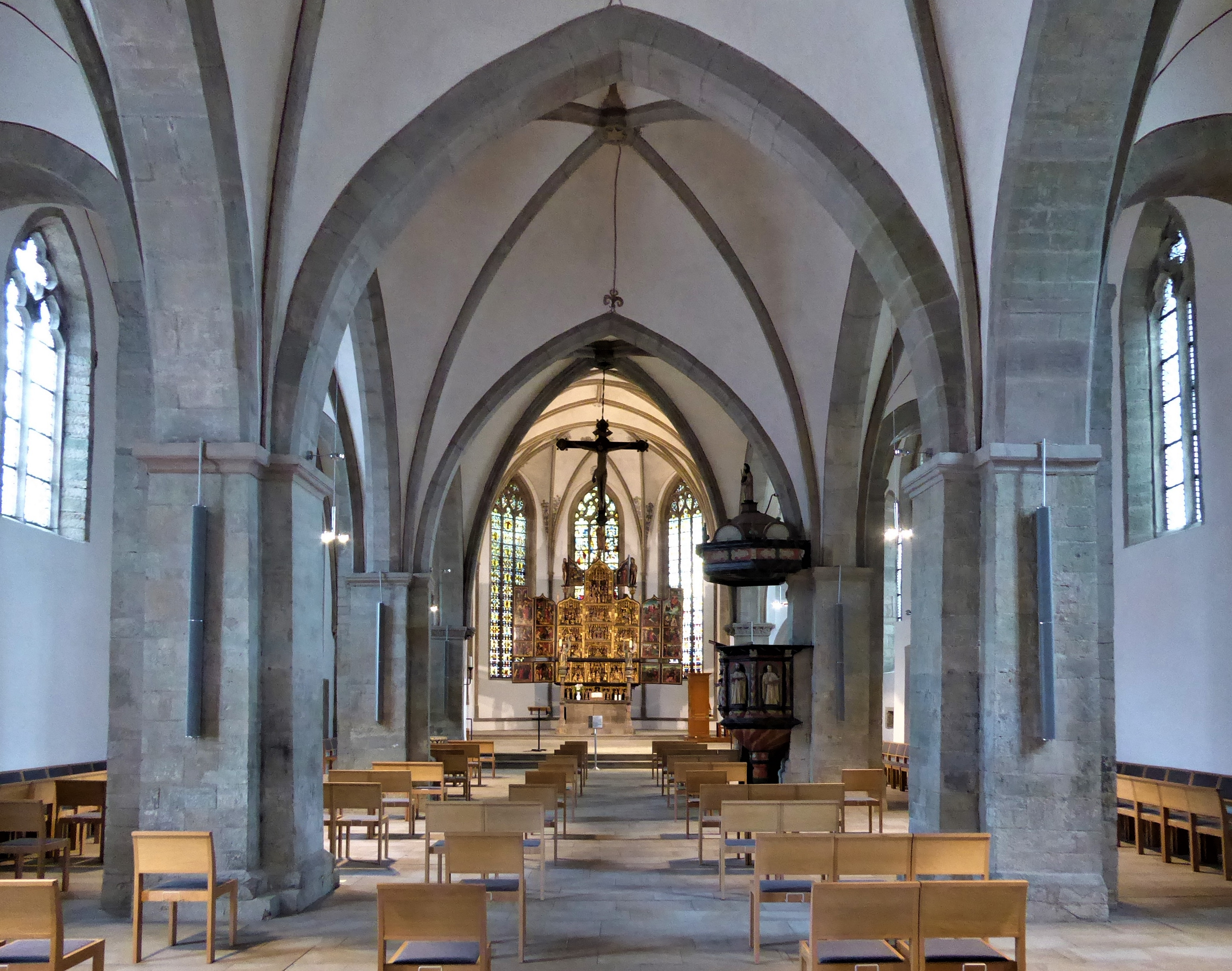
Inneres Richtung Chor

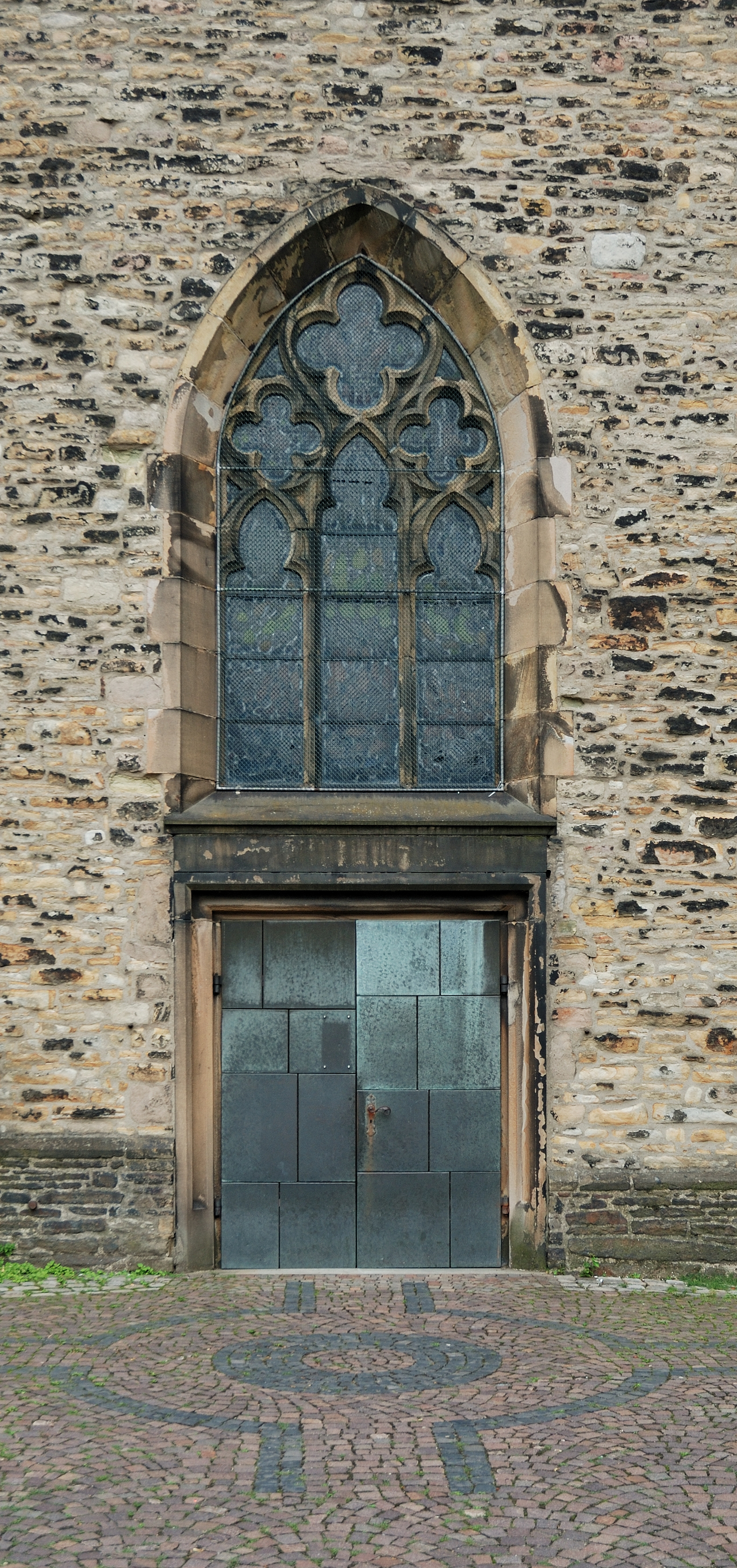
Portal

Die St.-Viktor-Kirche ist eine evangelische Kirche in Schwerte und das Wahrzeichen der Stadt.

## Geschichte
Die St.-Viktor-Kirche geht auf eine Schenkung der Cappenberger Matrone Reinmod zurück, die den Hof Schwerte 1032 dem Viktor-Stift in Xanten schenkte. 1050 wurde St. Viktor als Tochterkirche des Stifts errichtet. Etwa hundert Jahre später folgte der Bau des Mittelschiffs, der älteste heute noch erhaltene Bauabschnitt. Im 13. Jahrhundert wurde St. Viktor zu einer romanischen Basilika ausgebaut.
Schwerte gelangte im 15. Jahrhundert als Hansestadt zu Wohlstand und St. Viktor wurde zu einer dreischiffigen gotischen Hallenkirche erweitert. Außerdem erbauten Handwerker den vorgesetzten Kirchturm, dessen erkennbar schiefer Turmhelm ein Markenzeichen Schwertes ist.
Nach der Reformation wurde St. Viktor eine lutherische Kirche.

## Ausstattung
Herzstück der Kirche ist das Antwerpener Retabel, auch Goldener Altar genannt, geschaffen von Malern und Bildhauern der Antwerpener Lukasgilde. Das rund 8,5 m hohe Retabel aus Eichenholz wurde zu Ostern 1523 aufgestellt. Der Mittelschrein zeigt 15 Szenen aus der Kindheit Jesu, der Passion, der Gregorsmesse sowie die Mater Dolorosa. Die Flügelpaare sind mit 72 gemalten Szenen kunstvoll verziert. Eingelassen ist eine Reliquie von St. Viktor. Die Figur des Jesuskindes war bereits vor über 100 Jahren abgängig. Sie wurde 2015 von einer Bildhauerin neu angefertigt. 2018 wurde der Altar restauriert.
Der Vorgängeraltar, der Siebenschmerzenaltar aus dem Jahr 1518, ist nicht mehr vollständig erhalten. Er ist einer der wenigen bekannten Altäre, den ein westfälischer Meister geschaffen hat. Eine Predella aus diesem Altar mit den Apostelfiguren wurde in den Antwerpener Schnitzaltar übernommen.
Bis 1943 eingemauert überdauerte ein Kreuzigungsfresko, ebenfalls von einem westfälischen Meister, das Jesus gemeinsam mit Maria und dem Jünger Johannes zeigt. Es stammt aus dem Jahr 1310.
Die Kanzel im barocken Stil aus dem Jahr 1666 zeigt die vier Evangelisten auf dem Kanzelkörper. Martin Luther mit einer Bibel in der Hand wird an der Zugangspforte dargestellt, auf dem Schalldeckel der Kanzel symbolisiert Paulus Gottes Wort.

## Orgel
Die Orgel wurde 2014 von der Orgelbaufirma Alfred Kern & Söhne (Straßburg) gebaut, hat 27 klingende Register, davon 3 extendierte Register im Pedal, auf zwei Manualen und Pedal. Die Spieltraktur ist mechanisch, die Registertraktur elektrisch. Das Instrument hat folgende Disposition:
| I Hauptwerk C– |                  |        |
| 1.             | Bourdon          | 16′    |
| 2.             | Principal        | 08′    |
| 3.             | Gamba            | 08′    |
| 4.             | Bourdon          | 08′    |
| 5.             | Praestant        | 04′    |
| 6.             | Quinte           | 02 ⁄3′ |
| 7.             | Cornet V (ab g0) |        |
| 8.             | Oktave           | 02′    |
| 9.             | Mixture IV       |        |
| 10.            | Trompette        | 08′    |
|                | Tremulant        |        |

| II Schwellwerk C– |                    |        |
| 11.               | Flute Traversiere  | 8′     |
| 12.               | Salicional         | 8′     |
| 13.               | Vox Coelestis      | 8′     |
| 14.               | Principal          | 4′     |
| 15.               | Flute Octaviante   | 4′     |
| 16.               | Nazard             | 2 ⁄3′  |
| 17.               | Octavin            | 2′     |
| 18.               | Tierce             | 1 3⁄5′ |
| 19.               | Mixture III        |        |
| 20.               | Basson et Hautbois | 8′     |
| 21.               | Voix Humaine       | 8′     |
|                   | Tremolo            |        |

| Pedalwerk C– |                         |     |
| 22.          | Soubasse                | 16′ |
| 23.          | Principal Basse         | 08′ |
| 24.          | Bourdon (Ext. Nr. 22)   | 08′ |
| 25.          | Flute (Ext. Nr. 22)     | 04′ |
| 26.          | Bombarde                | 16′ |
| 27.          | Trompette (Ext. Nr. 26) | 08′ |

- Koppeln: II/I, I/P, II/P, Oktavkoppeln
- Nebenregister: 2 Tremulanten
- Spielhilfen: Setzer, Absteller für Windstabilisierung

## Glocken
Der Westturm trägt ein dreistimmiges Eisenhartgussgeläut der Gießerei Ulrich & Weule aus dem Jahre 1920, gestimmt auf die Töne cis', e' und g'. Die Glocken tragen die Namen „Frieden“, „Gerechtigkeit“ und „Freude“. Außen am Turmhelm hängt eine bronzene Uhrschlagglocke aus dem Jahre 1523, die den Stundenschlag ausführt. Die kleine Glocke „Freude“ führt den Viertelschlag aus und ruft dreimal täglich zum Gebet. Die große Glocke ist seit September 2022 wegen eines Risses stillgelegt. Das gesamte Geläut muss mittelfristig ausgetauscht werden, da die Eisenglocken ihre Altersgrenze erreicht haben.

## Ansichten

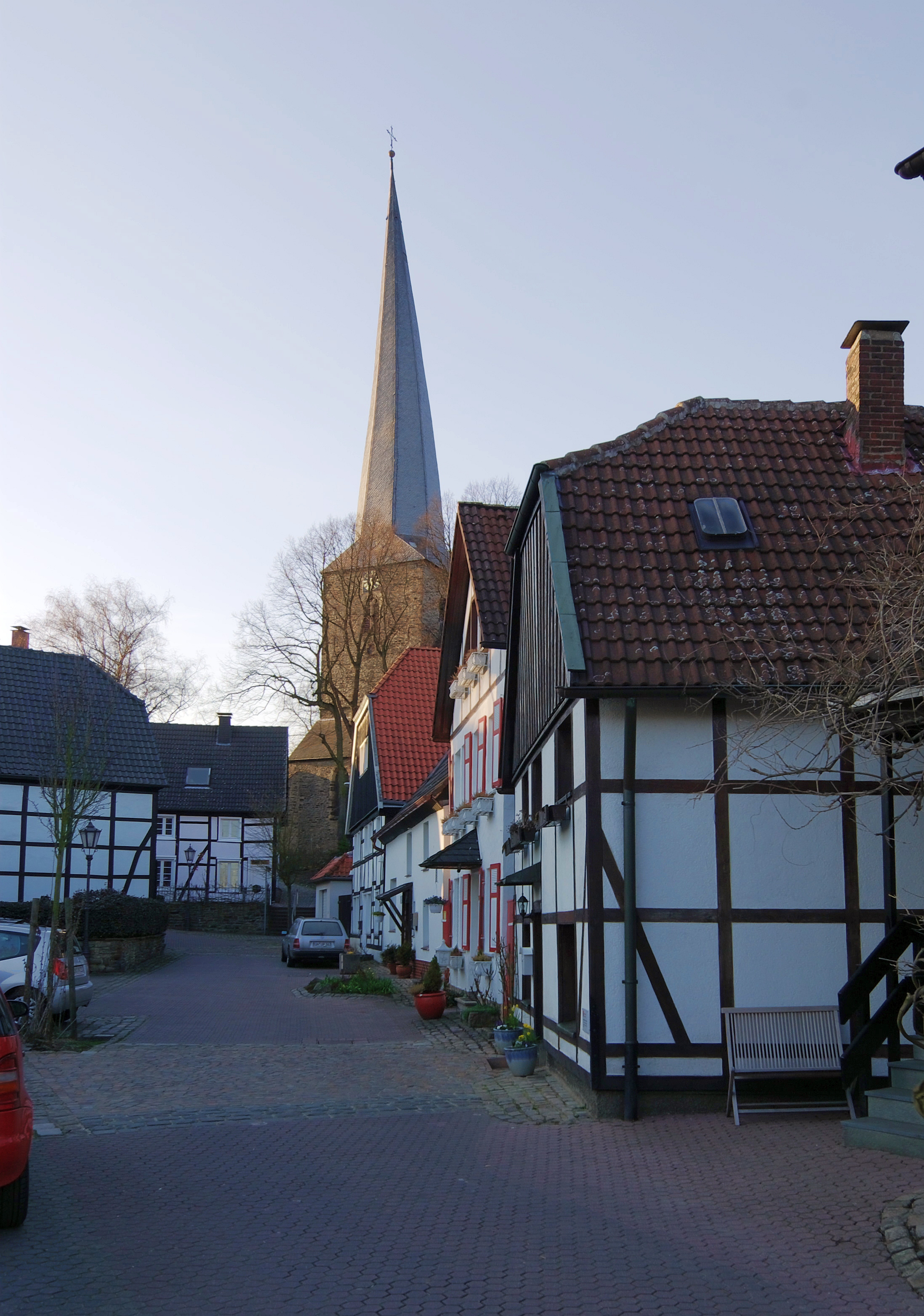
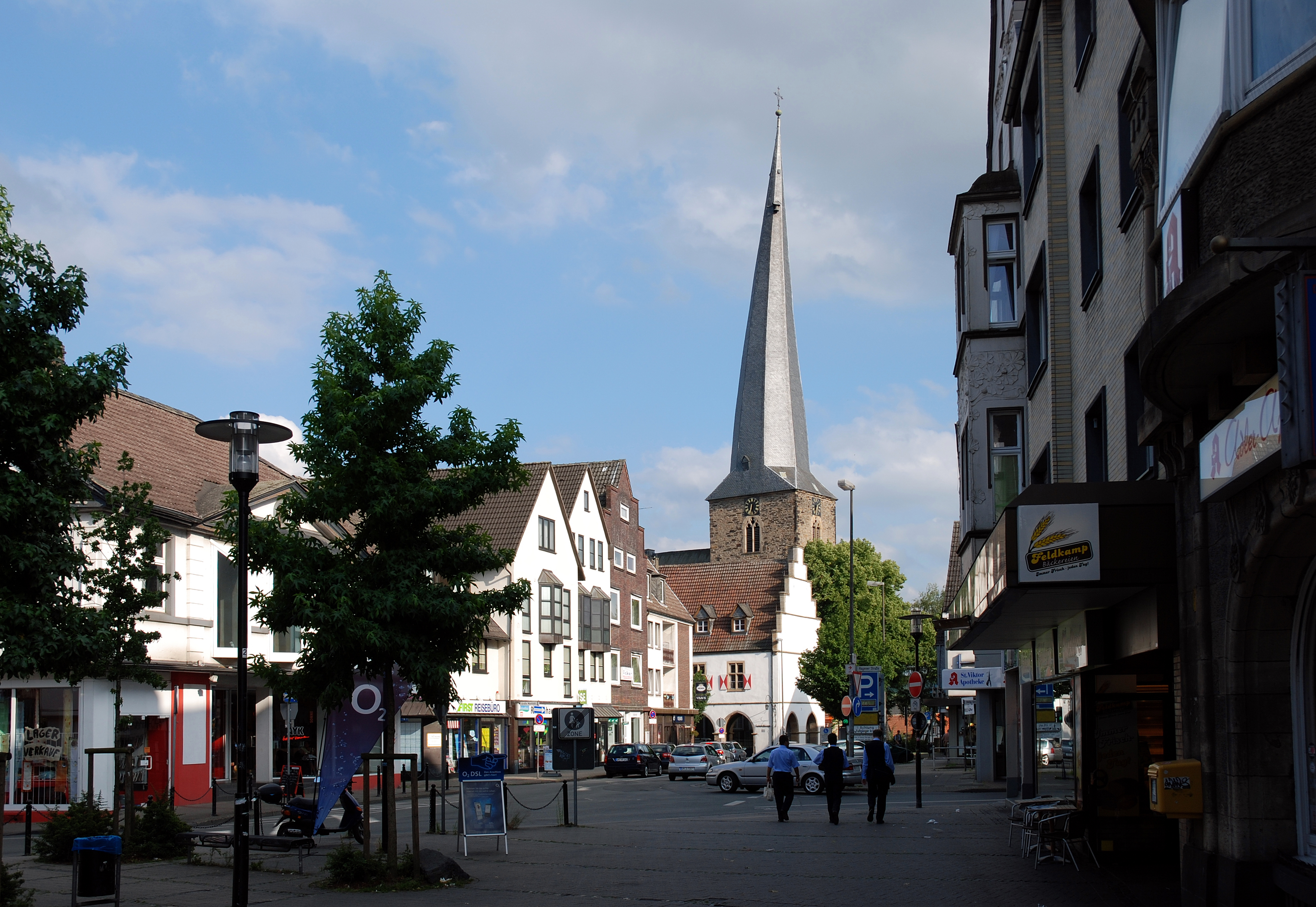
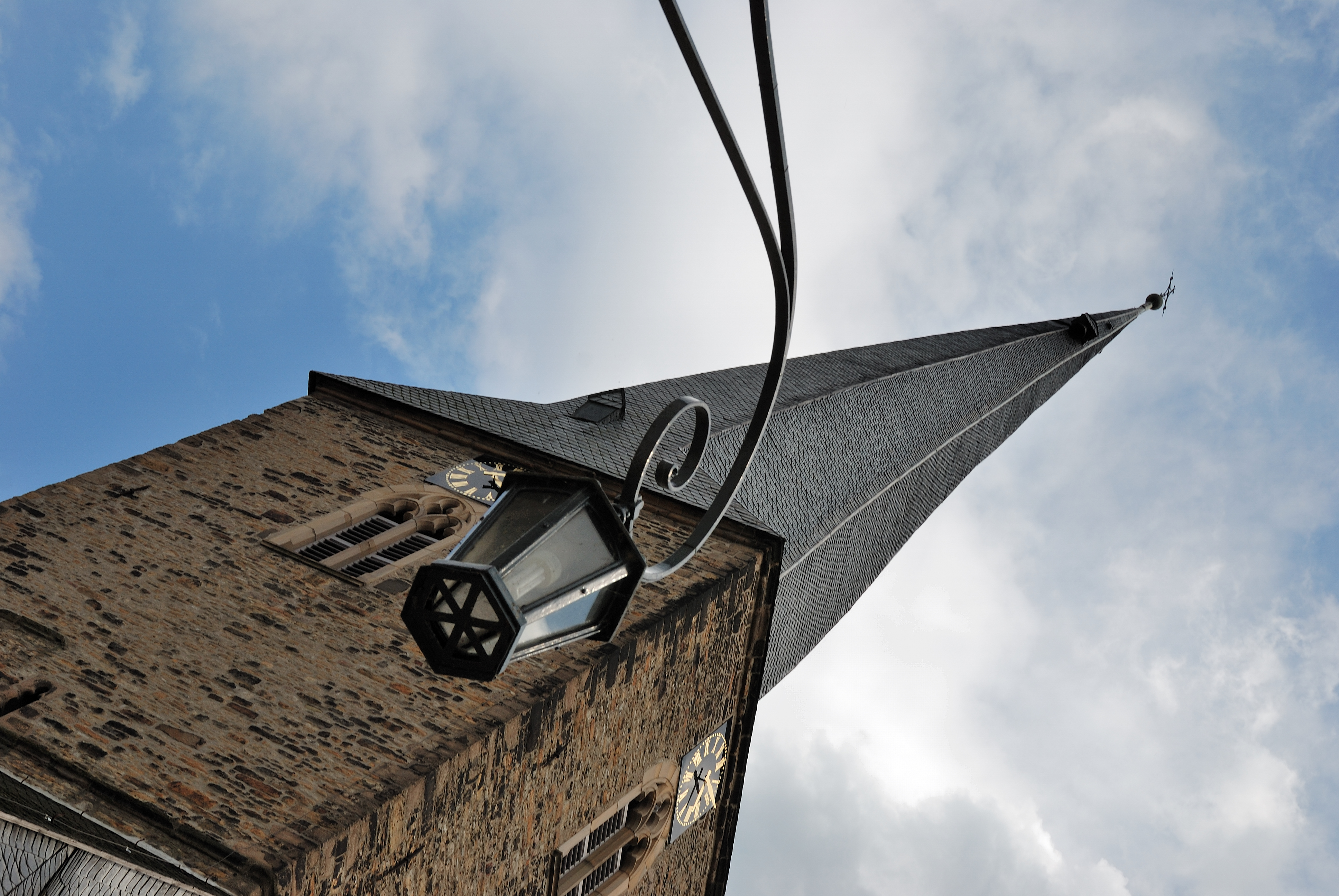
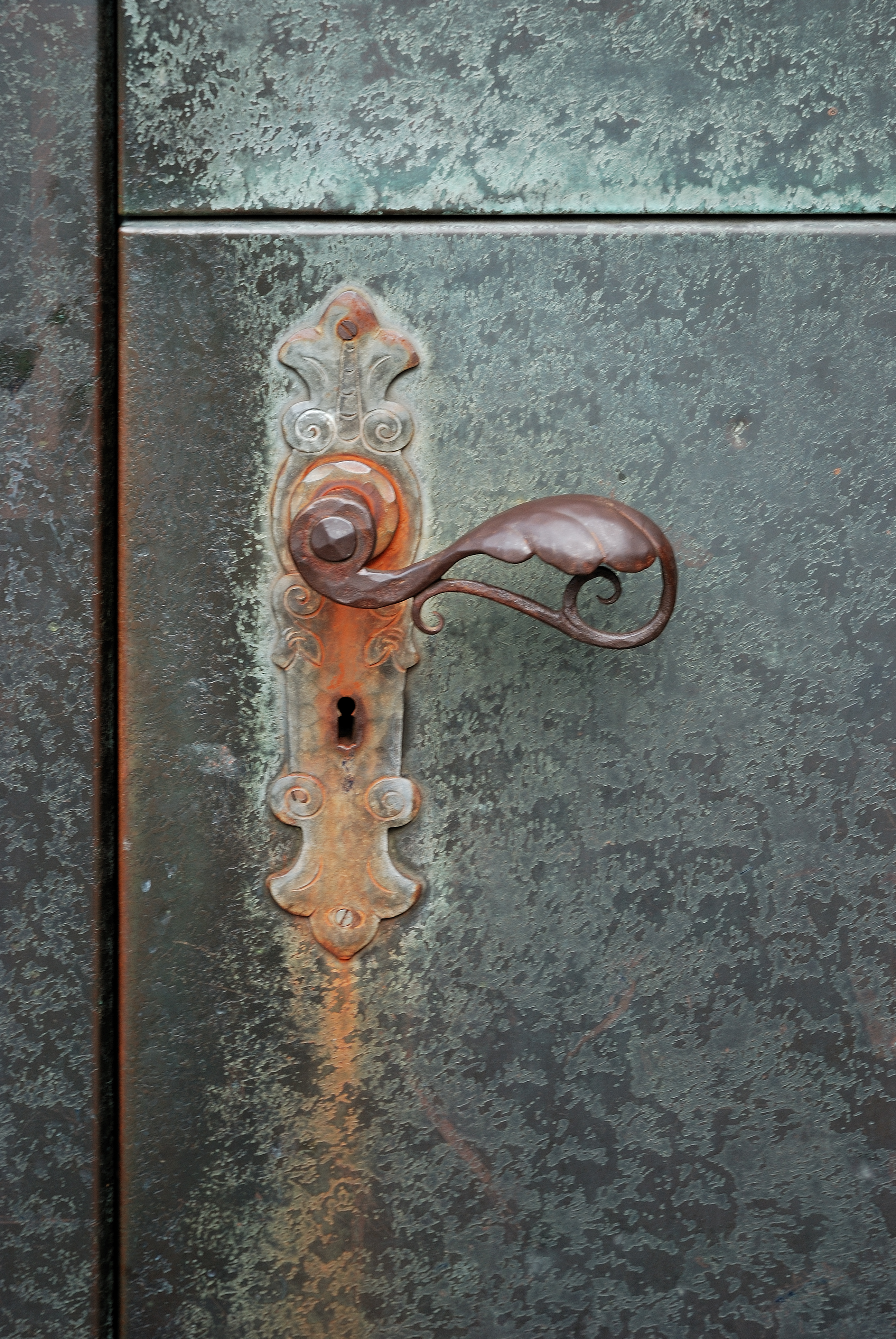
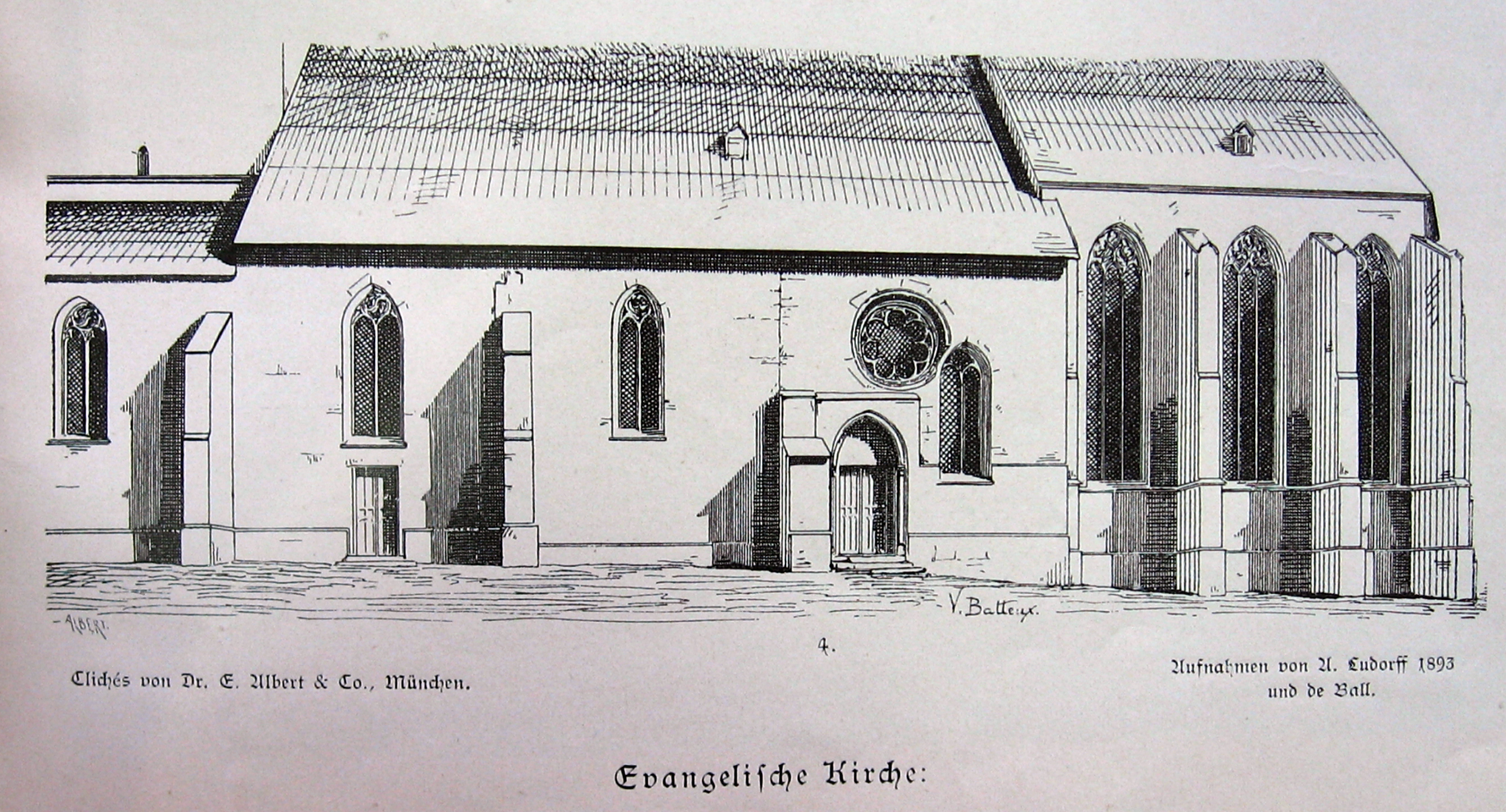
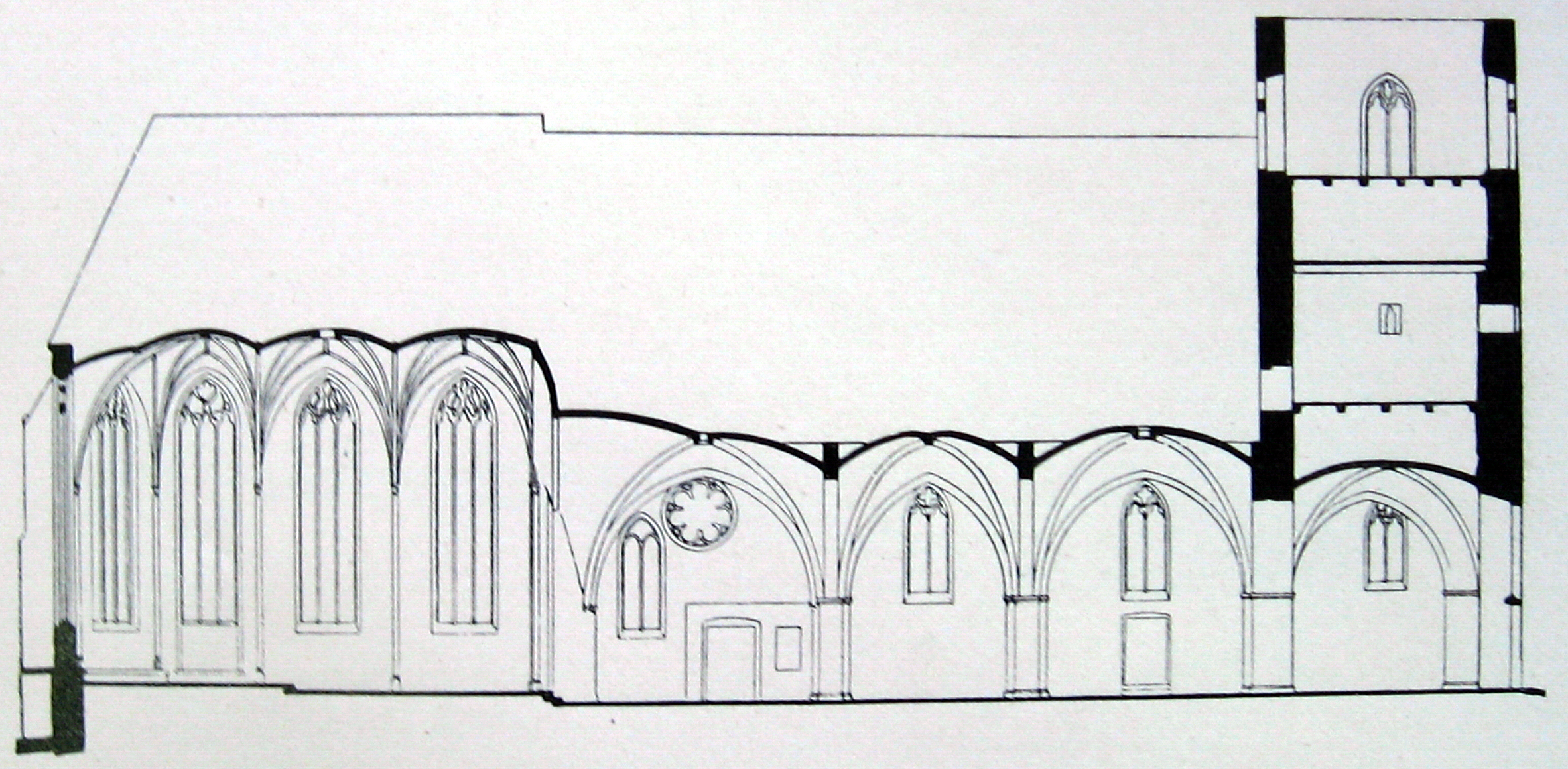